# Ocotea raimondii
Ocotea raimondii är en lagerväxtart som beskrevs av Otto Christian Schmidt. Ocotea raimondii ingår i släktet Ocotea och familjen lagerväxter. Inga underarter finns listade i Catalogue of Life.